# Asuka Station (Antarctica)

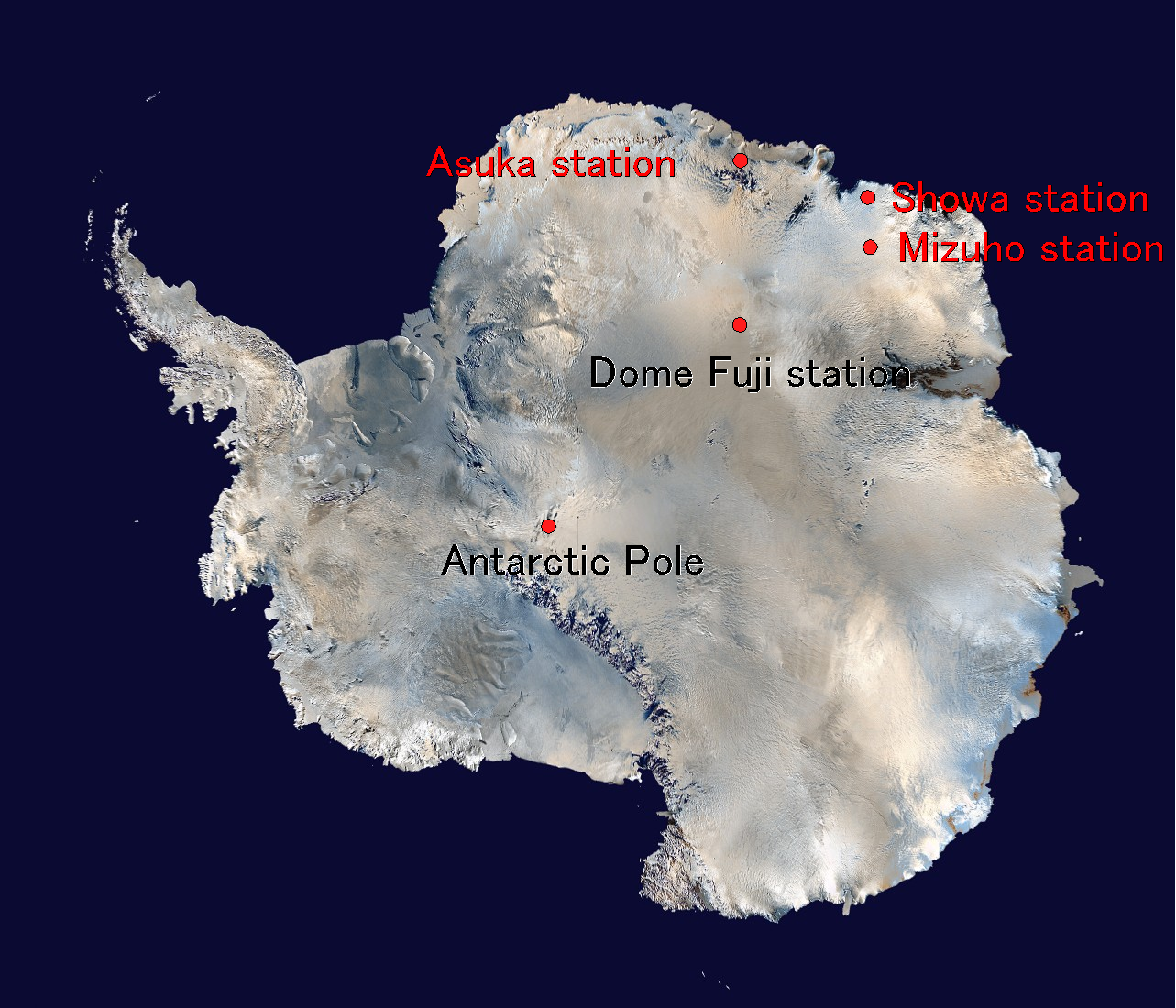
Locatie van het station

Asuka Station is een onbemand Japans poolstation. Het station bevindt zich in Koningin Maudland en werd geopend in december 1984.
Van 1987 tot 1991 was het station bemand en werd het gebruikt voor onderzoek in de meteorologie, glaciologie, geofysica en voor atmosferische studies.
Het station werd gesloten in december 1991 en wordt nu alleen gebruikt voor meteorologische waarnemingen van het National Institute of Polar Research. De meeste van de gebouwen van de 450 vierkante meter grote site liggen begraven onder de sneeuw.